# Valkyrie no Bōken: Toki no Kagi Densetsu
Valkyrie no Bōken: Toki no Kagi Densetsu (ワルキューレの冒険 時の鍵伝説 La Aventura de Valkyrie: La Legenda de la llave del Tiempo?) es un videojuego de Software desarrollado y Publicado por Namco. Fue lanzado solamente en Japón para Nintendo Famicom en agosto de 1986, después por Teléfonos Móviles en 2006, y para la Consola Virtual en 20 de marzo de 2007 por Wii y en 4 de septiembre de 2013 por Nintendo 3DS y en 4 de febrero de 2015 por Wii U.
- Datos: Q7911777